# آگوستین آلئو
آگوستین آلئو (انگلیسی: Agustín Aleo؛ زادهٔ ۲۰ مهٔ ۱۹۹۸) بازیکن فوتبال اهل آرژانتین است.
از باشگاه‌هایی که در آن بازی کرده است می‌توان به باشگاه فوتبال گودوی کروز اشاره کرد.